# Rider Strong
Rider King Strong (San Francisco, California; 11 de diciembre de 1979) es un actor, director y guionista estadounidense. Es conocido por su papel de Shawn Hunter en la comedia de situación de ABC Boy Meets World (1993-2000) y su secuela Girl Meets World (2014-2017), transmitida en Disney Channel. También es conocido por su papel en la película de terror de 2002 Cabin Fever y como la voz de Tom Lucitor en la serie animada de Disney Channel Star vs. the Forces of Evil. 
En 2024, tras el estreno de la docuserie Quiet on Set: The Dark Side of Kids TV, se reveló que en el año 2004, Strong estuvo entre las celebridades que escribieron cartas de apoyo hacia al ex-productor y agresor sexual de menores, Brian Peck, tras la denuncia recibida por el abuso sexual de Peck hacia actor Drake Bell, quien en ese entonces tenía 15 años. 

## Biografía
Rider King Strong nació en San Francisco, California, siendo el segundo de los dos hijos de Lin Strong (de soltera Warner), una maestra y nutricionista, y King Arthur Strong, un bombero. Tiene ascendencia inglesa e irlandesa. Se graduó de la escuela secundaria en Sebastopol, California en 1998. Su hermano mayor es Shiloh Strong, actor y fotógrafo.
Asistió a clases matutinas en Occidental College mientras aún filmaba para Boy Meets World, acumulando un año de crédito antes de que terminara la serie. En 2004, Strong se graduó magna cum laude en la Universidad de Columbia en la especialidad de inglés. Completó su maestría en Bellas Artes en Ficción y Literatura en junio de 2009 en Bennington College.

## Carrera
Comenzó su carrera como actor a la edad de nueve años, cuando interpretó a Gavroche en la producción de San Francisco de Les Misérables, junto a Larisa Oleynik como Young Cosette. Después de la producción teatral, apareció en papeles de pantalla chica en televisión. En 1992, recibió su primer papel regular en una serie de televisión como el hijo de Julie Andrews en Julie. Cuando la serie fue cancelada, hizo su debut cinematográfico como el hijo de Amy Irving en Benefit of the Doubt.
No fue hasta que fue elegido para el papel de Shawn Hunter en la serie de ABC Boy Meets World que recibió un reconocimiento generalizado. Durante los siete años que duró, fue nominado dos veces para los Premios Young Artist y una vez nominado para el Premio YoungStar de The Hollywood Reporter. Le resultó difícil lidiar con su nueva fama, citando al menos un colapso a los 15 años de edad cuando estaba en un crucero de caridad Sail With the Stars. Sin embargo, en una entrevista posterior, declaró que era desconsiderado con su poder, habiendo establecido previamente viajes de ida y vuelta semanales de seis horas de regreso a Sonoma con su madre y su hermano.
Se mudó permanentemente a Los Ángeles a los 16 años y luego asistió a clases matutinas en Occidental College. Después de que Boy Meets World terminó en 2000, se mudó a Nueva York para asistir a la Universidad de Columbia. En ese momento, los actores Joseph Gordon-Levitt, Julia Stiles y Anna Paquin eran estudiantes registrados en la universidad. Se tomó un semestre libre para interpretar a Paul en la película de terror independiente Cabin Fever (2002), dirigida por Eli Roth. Se tomó otro semestre libre para protagonizar una producción de Broadway de The Graduate, junto a Jerry Hall como la Sra. Robinson.
En 2006, regresó a la televisión para un papel regular en la serie Pepper Dennis en The WB. El programa fue de corta duración y no fue elegido como uno de los programas de transferencia a The CW. Ese mismo año, Grabó una lectura para la versión en audio de la biografía de Anthony Kiedis, Scar Tissue. Tuvo un breve cameo en Cabin Fever 2: Spring Fever del 2009, secuela de Cabin Fever.
Junto con su hermano, Shiloh Strong, escribió y dirigió el cortometraje Irish Twins, que se estrenó en el Festival de Cine de Tribeca de 2008. Luego ganó el Premio del Jurado y el Premio del Público en el Festival de Cine de Woods Hole, un Premio Especial del Jurado en la Competencia de Cortometrajes de Acción/Cortometraje y el Mejor Director por Primera Vez en DC Shorts. Hablando con Pure Movies en 2010, expresó que quería expandir su carrera como guionista y director: «La actuación siempre está ahí y lo disfruto, pero últimamente se ha vuelto un poco insatisfactorio. Ya sabes, estoy en el mundo del terror de bajo presupuesto... Tengo muchas otras cosas que quiero hacer».
En 2010,  protagonizó la película de suspenso y ciencia ficción Darkening Sky junto a Ezra Buzzington, Charley Rossman, Sally Berman, Daniel Kirschner y LaShan Anderson bajo la dirección de Victor Bornia.
A finales de 2014, rechazó una oferta para repetir su papel de Shawn Hunter en la serie original de Disney Channel y spin-off de Boy Meets World, Girl Meets World. Sin embargo, durante la producción del piloto en marzo de 2013, junto con otros miembros del elenco, quienes tampoco estaban confirmados para regresar, aparecieron en el set provocando rumores de un cameo o regreso a la nueva serie. El creador Michael Jacobs declaró «Creo que hay más que una posibilidad, creo que hay una gran posibilidad» al comentar sobre su regreso y otros miembros del elenco de la serie original. Otros miembros del elenco actuales comentaron sobre su regreso indicando que podría ser un secreto que no está listo para ser revelado. En junio de 2013, se llevó a cabo una reunión de Boy Meets World con su asistencia junto con muchos de sus antiguos miembros del elenco. El 19 de marzo de 2014, se confirmó que volvería a interpretar su papel de Shawn Hunter, siendo el primero un episodio con temática navideña junto con los exmiembros del elenco Betsy Randle y William Russ. Se las arregló para aprovechar su represalia de Shawn con la condición de que él y su hermano pudieran dirigir algunos episodios.
En marzo de 2012, junto con Julia Pistell y Tod Goldberg iniciaron Literary Disco, un podcast sobre libros y escritura.
En septiembre de 2019, debutó como escritor publicando Never Ever Land, su obra inspirada en las acusaciones de abuso sexual infantil contra Michael Jackson de 1993, en Los Ángeles.

## Vida personal
Comenzó a salir con la actriz Alexandra Barreto después de conocerse durante el rodaje de la serie de televisión de 2006 Pepper Dennis. Se comprometieron en diciembre de 2012, y se casaron el 20 de octubre de 2013 en Oregón. La pareja tiene un hijo, Indigo «Indy» Barreto Strong, nacido en diciembre de 2014. 
En abril de 2008, junto con su hermano Shiloh y su entonces novia Alexandra Barreto, cocrearon un anuncio de televisión de 30 segundos en apoyo del candidato presidencial demócrata Barack Obama en las elecciones presidenciales de Estados Unidos de 2008 titulado It Could Happen to You (en español, Podría sucederle a usted). El anuncio, enviado a MoveOn, se convirtió en uno de los 15 finalistas de un grupo de más de 1,100 anuncios enviados, y fue elegido como el anuncio más divertido en mayo de 2008. En agosto, MoveOn recaudó $200,000 para transmitir el anuncio en MTV y Comedy Central; fue el primer comercial político que apareció en Comedy Central. A principios de 2009, narró el audiolibro de La revolución de Obama de Alan Kennedy-Shaffer. En 2018 y 2019, fue visto asistiendo a la Marcha de Mujeres, Marcha por la Educación Pública en Los Ángeles y Marcha por Nuestras Vidas.
Él es ateo.

## Filmografía
| Cine       | Cine                                     | Cine               | Cine                                        |
| Año        | Título                                   | Papel              | Notas                                       |
| ---------- | ---------------------------------------- | ------------------ | ------------------------------------------- |
| 1993       | Benefit of the Doubt                     | Pete Braswell      | Elenco principal                            |
| 1998       | My Giant                                 | Justin Allen       | Elenco principal                            |
| 2001       | Buck Naked Arson                         | Willy Barnes       | Protagonista                                |
| 2001       | The Secret Pact                          | Lenny B. Dalton    | Protagonista                                |
| 2002       | Cabin Fever                              | Paul               | Protagonista                                |
| 2004       | Death Valley                             | Daniel             | Elenco principal                            |
| 2005       | Paradise, Texas                          | Charlie            | Elenco principal                            |
| 2007       | Cosmic Radio                             | Justin             | Elenco principal                            |
| 2007       | Borderland                               | Phil               | Elenco principal                            |
| 2007       | Tooth and Nail                           | Ford               | Protagonista                                |
| 2008       | Spy School                               | Mr. Randall        | Elenco principal                            |
| 2008       | Irish Twins                              | Michael Sullivan   | Cortometraje                                |
| 2008       | Pulse 3: Invasion                        | Adam               | Protagonista                                |
| 2009       | H20 Extreme                              | Greg               | Elenco principal                            |
| 2009       | Cabin Fever 2: Spring Fever              | Paul               | Cameo                                       |
| 2010       | Darkening Sky                            | Eric Rainer        | Protagonista                                |
| 2010       | Ruff Love                                | George             | Cortometraje                                |
| 2010       | The Penthouse                            | Kieran             | Elenco principal                            |
| 2010       | Your Lucky Day                           | Young Man          | Cortometraje                                |
| 2011       | Lone                                     | Jason Sumner       | Cortometraje                                |
| 2011       | Walter Don't Dance                       | Thad               | Cortometraje                                |
| 2015       | Too Late                                 | Matthew            | Elenco principal                            |
| Televisión |                                          |                    |                                             |
| Año        | Título                                   | Papel              | Notas                                       |
| 1991       | Long Road Home                           | Benjy Robertson    | Película de televisión                      |
| 1991       | Going Places                             | David              | Episodio: «The Camping Show»                |
| 1992       | El mundo de Bobby                        | George (voz)       | 7 episodios                                 |
| 1992       | Empty Nest                               | Philip Logan       | Episodio: «Why Do Fools Fall in Love?»      |
| 1992       | Evening Shade                            | Jimmy              | Episodio: «The Diary of Molly Newton»       |
| 1992       | Home Improvement                         | Danny              | Episodio: «Haunting of Taylor House»        |
| 1993       | Nurses                                   | Max Kaplan         | Episodio: «The Devil and the Deep Blue Sea» |
| 1993       | Time Trax                                | William Peterman   | Episodio: «The Prodigy»                     |
| 1993       | The Last Hit                             | Jimmy Dunne        | Película de televisión                      |
| 1993-2000  | Boy Meets World                          | Shawn Hunter       | Elenco principal                            |
| 1994       | Summertime Switch                        | Frederick Egan III | Película de televisión                      |
| 1996       | Maybe This Time                          | Shawn Hunter       | Episodio: «Acting Out»                      |
| 1996       | Party of Five                            | Byron              | 2 episodios                                 |
| 1997       | Oddville, MTV                            |                    | 1 episodio                                  |
| 1998       | Hércules                                 | Pollux (voz)       | Episodio: «Hercules and the Trojan War»     |
| 1998       | Invasion America                         | Jim Balley (voz)   | 13 episodios                                |
| 1999       | The Practice                             | Gary Armbrust      | 2 episodios                                 |
| 1999       | Batman Beyond                            | Bobby Vance (voz)  | Episodio: «Lost Soul»                       |
| 1999-2000  | Roughnecks: Starship Troopers Chronicles | Carl Jenkins (voz) | 12 episodios                                |
| 2002       | Law & Order: Criminal Intent             | Ethan Edwards      | Episodio: «The Pilgrim»                     |
| 2002-2004  | Kim Possible                             | Brick Flagg (voz)  | Personaje recurrente                        |
| 2005       | Kim Possible Movie: So the Drama         | Brick Flagg (voz)  | Película de televisión                      |
| 2006       | Crumbs                                   | Dennis             | Episodio: «Six Feet Blunder»                |
| 2006       | Pepper Dennis                            | Chick Dirka        | Elenco principal                            |
| 2006       | Veronica Mars                            | Rafe               | Episodio: «My Big Fat Greek Rush Week»      |
| 2007       | Bones                                    | Gregg Liscombe     | Episodio: «Mummy in the Maze»               |
| 2009       | Castle                                   | Rocco Jones        | Episodio: «The Fifth Bullet»                |
| 2010       | 100 Questions                            | Alan               | Episodio: «Wayne?»                          |
| 2012       | Paulilu Mixtape                          | Sam Paxton         | Episodio: «Hooker Lawyer»                   |
| 2014       | Chosen                                   | Ross               | Episodio: «Redemption»                      |
| 2014-2017  | Girl Meets World                         | Shawn Hunter       | Personaje recurrente                        |
| 2015-2019  | Star vs. las fuerzas del mal             | Tom Lucitor (voz)  | Personaje recurrente                        |
| 2017-2018  | Mighty Magiswords                        | Familiar (voz)     | Personaje recurrente                        |